# 起業士 天馬
『起業士 天馬』（ザ・トップ てんま）は、ENGELより発売されている、日本のオリジナルビデオのシリーズ。現在までに3作が製作されている。孤児院出身だった天馬（通称テン）が過ちを犯し服役を終えてから、起業家として成功し、さらなる事業展開を繰り広げるまでを描く。
シリーズ全体のキャッチフレーズにもなっていて、主題歌のタイトルにもなっている言葉は「運命よ、そこどけ。俺が通る」である。「カタギをなめるな」という言葉もよく使われる。
暴力、エロ、ギャンブルなどの脱社会的要素が三種の神器であったVシネマ界で、起業という社会性のある題材を扱ったのは珍しい。

## キャスト
2作目までの主要キャスト。
- 天馬一大：咲輝
- 村地昭彦：なべおさみ
- 中島：デビット伊東
- 大沢仁志：今井雅之
- 真弓：大河内奈々子

3作目はテンが離婚したため妻役の大河内は出演せず、さとう珠緒が今井雅之の相手役として登場する。1作目には山口美也子、八名信夫、柿辰丸も出演。3作目では、気難しい化粧品の工場長を原田大二郎が演じた。

## 天馬が着手する事業
1作目では古着屋やクリーニング屋。2作目では飲み屋で出す「お通し」を製造・販売、酸素バー。3作目では個人向け化粧品など。

## オールスタッフ
- 脚本：中本麻理
- 演出：爲川裕之
- 音楽：丸谷晴彦
- 制作プロダクション：KANOX

## リリース
- 起業士(ザ・トップ) 天馬(てんま) 〜運命よ そこをどけ 俺が通る〜
- 起業士(ザ・トップ) 天馬(てんま)2 〜運命よ そこをどけ 俺が通る〜
- 起業士(ザ・トップ) 天馬(てんま) 〜悪徳経営者を叩き潰せ〜